# George Pattullo
George Pattullo (Woodstock, 9 ottobre 1879 – New York, luglio 1967) è stato uno scrittore e sceneggiatore canadese che ha lavorato come soggettista e sceneggiatore nei primi anni del cinema muto negli Stati Uniti. Tra i registi con cui ha collaborato, Christy Cabanne,  Marshall Neilan, Raoul Walsh, James Cruze.

## Filmografia
- Per il suo padrone (For His Master), regia di Christy Cabanne - soggetto, cortometraggio (1914)
- The Green-Eyed Devil, regia di James Kirkwood - sceneggiatura, cortometraggio (1914)
- Buffalo Jim, regia di Ulysses Davis - storia (1914)
- The Mysterious Shot, regia di Donald Crisp - soggetto, cortometraggio (1914)
- The Horse Wrangler, regia di John G. Adolfi - soggetto, cortometraggio (1914)
- La ribellione di Kitty Belle (The Rebellion of Kitty Belle), regia di Christy Cabanne - storia (1914)
- The Angel of Contention, regia di John B. O'Brien - sceneggiatura (1914)
- Il pistolero (The Gunman), regia di Christy Cabanne - cortometraggio, soggetto (1914)
- La seconda signora Roebuck (The Second Mrs. Roebuck), regia di John B. O'Brien - scenario (1914)
- Frenchy, regia di Donald Crisp - sceneggiatura (1914)
- The Folly of Anne, regia di John B. O'Brien - scenario (1914)
- The Old Maid, regia di John B. O'Brien - sceneggiatura (1914)
- The Better Man - sceneggiatura (1915)
- The Death Dice, regia di Raoul Walsh - soggetto, cortometraggio (1915)
- Gasoline Gus, regia di James Cruze - storia "Dry Check Charlie" (1921)
- Minnie, regia di Marshall Neilan, Frank Urson - storia (1922)
- Private Affairs, regia di Renaud Hoffman - storia "The Ledger of Life" (1925)